# MBC Alcyane
MBC Alcyane (Alcyane) је професионални рачунар фирме MBC који је почео да се производи у Француској током 1974. године.
Користио је Intel 8080 микропроцесорску јединицу а RAM меморија рачунара је имала капацитет од 1KB до 64KB. 

## Детаљни подаци
Детаљнији подаци о рачунару Alcyane су дати у табели испод.
|                       |                                        |
| [ 1 ]                 |                                        |
| Произвођач            |                                        |
| Тип                   | професионални рачунар                  |
| Меморија              | од 1KB до 64KB                         |
| Поријекло             | Француска                              |
| Година                | 1974                                   |
| Тастатура             | само прекидачи за унос бинарних кодова |
| Процесор              |                                        |
| Фреквенција процесора | непознато                              |
| RAM                   | од 1KB до 64KB                         |
| ROM                   | непознато                              |
| Текст                 | непознато                              |
| Графика               | нема                                   |
| Боја                  | нема                                   |
| Звук                  | нема                                   |
| Димензије             | непознато                              |
| Портови               |                                        |
| Оперативни систем     |                                        |